# Mollisol

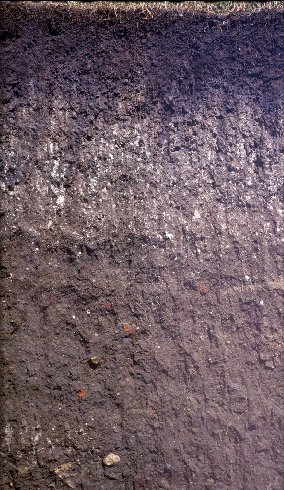
Profil d'un mollisol

Le mollisol, dans la Taxonomie des sols de l'USDA, désigne la partie d'un cryosol qui, contrairement au pergélisol, gèle en hiver et dégèle en été. Les mollisols sont une présentation des sols Taxonomie des sols de l'USDA. Ils se forment dans des régions semi-arides à semi-humides, habituellement sous un couvert de pâturage. Ils se trouvent généralement dans une bande située autour de 50 degrés de latitude, principalement dans l'hémisphère nord, bien qu'il en existe certains en Amérique du Sud, en Australie du Sud-Est (surtout en Australie méridionale) et en Afrique du Sud. Leur matériau originel est constitué généralement de calcaire, de lœss, ou de sable apporté par déflation. Les principaux processus qui provoquent la formation de mollisols sous pâturage sont la mélanisation, la décomposition, l'humification et la pédoturbation.
Ils ont un sol (un horizon) profond, très riche en matière organique, avec une surface enrichie en nutriments, et ont habituellement une épaisseur de 60 à 80 centimètres. Cet horizon superficiel fertile, appelé "épipédon mollique", provient de l'accumulation sur une longue période de matériel organique issu des racines de plante. L'importance de la glaise dans l'horizon B peut provenir de la pluviosité qui provoque l'érosion chimique du matériau originel. Ils ont une structure de sol molle et granuleuse. Les mollisols se constituent dans les savanes et les vallées montagneuses (comme l'Asie Centrale, ou les Grandes Plaines nord-américaines). On a estimé qu'en 2003 entre 14 et 26 pour cent des écosystèmes de pâturage demeuraient toujours dans une situation relativement naturelle, c'est-à-dire ils n'étaient pas utilisés pour l'agriculture malgré la fertilité de l'horizon A. En raison de leur productivité et de leur abondance, les mollisols représentent une des compositions de sols les plus importantes économiquement.
Géologiquement, les mollisols sont de loin la composition de sol la plus récente dans la taxinomie pédologique des États-Unis. Alors que toutes les autres compositions de sol connues aujourd'hui existaient au moment de la période glaciaire du Carbonifère, il y a 280 millions d'années, la paléopédologie n'en a pas retrouvé trace avant l'Éocène. Leur développement est associé étroitement  au refroidissement et à l'assèchement du climat mondial qui se sont produits pendant l'Oligocène, le Miocène et le Pliocène.
On dit des mollisols qu'ils sont généralement mous mais en fait leur composition astro-chimique ne leur permet pas une compensation équivalente.